# Primaire nucleatie
Primaire nucleatie is een sub-proces binnen kristallisatie (met name vanuit oplossingen), waarbij nieuwe groeikernen (nuclei) worden gevormd vanuit een heldere oplossing. Binnen de primaire nucleatie zijn twee mechanismen te onderscheiden: een homogeen (ook wel spontaan of klassiek genoemd) en een heterogeen.

## Homogeen
Deze klassieke theorie is gebaseerd op een reeks van bi-moleculaire botsingen en interacties in een oververzadigde vloeistof. Dit resulteert in de opbouw van rooster-gestructureerde deeltjes, die wel of niet thermodynamisch stabiel kunnen zijn.
De nucleatiesnelheid van homogene primaire nucleatie kan worden bepaald met onderstaande vergelijking:
{\displaystyle J=A\cdot \exp {\left[{\frac {-16\pi \gamma ^{3}\nu ^{2}}{3k^{3}T^{3}\left(\ln {S}\right)^{2}}}\right]}}
In deze vergelijking is A de pre-exponentiële factor, γ is de oppervlaktespanning, ν is het molair volume, k is de Boltzmannconstante, T is de absolute temperatuur en S is een maat voor de oververzadiging.

## Heterogeen
De primaire nucleatie wordt geïnitieerd door kleine deeltjes (bijvoorbeeld stof) in de oplossing.
In industriële kristallisatie wordt heterogene primaire nucleatie beschreven met behulp van een eenvoudige empirische relatie, zoals:
{\displaystyle J=K_{n}\cdot \Delta c^{n}}
Deze vergelijking relateert de primaire nucleatiesnelheid J aan de oververzadiging Δc. De snelheidsconstante Kn en de orde van het nucleatie proces n zijn afhankelijk van de fysische eigenschappen van het systeem en de hydrodynamica.